# HMS Heather (K69)
HMS Heather (K69) je bila korveta razreda flower Kraljeve vojne mornarice, ki je bila operativna med drugo svetovno vojno.

## Zgodovina
22. maja 1947 so ladjo prodali in razrezali v Graysu.